# El gendarme de Saint-Tropez
El gendarme de Saint-Tropez o Un loco lindo en Saint-Tropez en Hispanoamérica es una película franco-italiana realizada por Jean Girault, protagonizada por Louis de Funès y estrenada en 1964. Es la primera de las seis comedias de la serie El Gendarme que han tenido un gran éxito, entre los años años 1960 y 1980. Su título original en francés es Le Gendarme de Saint-Tropez y en italiano, Una ragazza a Saint-Tropez.

## Sinopsis
Gracias a los leales servicios prestados a un municipio sin nombre de los Altos Alpes, donde estuvo destinado anteriormente, Ludovic Cruchot, sargento de la gendarmería, es destinado a Saint-Tropez con un ascenso a sargento jefe.
Llegado al nuevo lugar, desde el primer instante tan celoso y eficaz como siempre lo había sido, pone firmes a unos guardias que encuentra en el camino hacia su cuartel destino y alguna multa que otra, por ejemplo al mismo alcalde. Mientras tanto es un verdadero "pelota" con su superior asistente (adjuntant) Gerber al que llega a darle sopa de un tazón con una cuchara, sentándose a su lado en la cama. Cruchot participa de las vanas y repetitivas cacerías a los nudistas, organizadas por su superior, hasta que por fin se le ocurre una táctica con la que logra detener a todos. Mientras, su hija Nicole, que se aburría a morir en su pueblo, está deslumbrada por el lujo de su nueva ciudad. Pero, no llegando a hacerse aceptar por los jóvenes burgueses del balneario, se inventa un padre ficticio rico: este sería multimillonario, poseería un yate en la ciudad y se llamaría Archibald Ferguson, pero ella nunca lo habría conocido.
Más tarde, Cruchot descubre que su hija y su novio habían robado y chocado un caro Mustang que han de dejar abandonado en una zanja y que él logra sacar con un tractor que ve en un campo cercano. Sin saberlo, el auto pertenecía a una banda de ladrones que habían robado un Rembrandt que aún seguía en el maletero. A su pesar, ayuda a Nicole y sus amigos a encontrar la pintura robada.
Tras una fiesta en la que ha de hacerse pasar por el tal Ferguson, con el cuadro bajo el brazo y con numerosos y divertidos gags, que incluyen un lapso en el que es considerado él mismo el ladrón del cuadro por su jefe, logra entregarlo y ser reconocido como un agente extraordinario al que pasean por en pueblo en un coche conducido por Gerber, mientras lo vitorean cual general con entusiasmo de toda la población.

## Reparto
- Los gendarmes :
  - Louis de Funès : Ludovic Cruchot, sargento jefe
  - Michel Galabru : sargento mayor Jérôme Gerber
  - Jean Lefebvre : sargento Lucien Fougasse
  - Christian Marin : sargento Albert Merlot
  - Guy Grosso : sargento Gaston Tricard
  - Michel Modo : sargento Jules Berlicot
- Geneviève Grad : Nicole Cruchot, hija de Ludovic
- Claude Piéplu : André-Hugues Boiselier, rico de Saint-Tropez y padre de Christophe
- Nicole Vervil : Sra Cécilia Gerber, la mujer del sargento mayor
- Daniel Cauchy : Richard, un joven play-boy
- Madeleine Delavaivre : una vacacionante
- Maria Pacôme : Sra Émilie Lareine-Leroy
- France Rumilly : hermana Clotilde
- Gabriele Tinti : mano derecha de Mr Harpers
- Giuseppe Porelli : Mr Harpers
- Martine de Breteuil : la duquesa de Armentière
- Pierre Barouh : el gitano
- Jean-Pierre Bertrand : Eddie Harpers, el ladrón de cuadros
- Fernand Sardou : el campesino del tractor
- Jacques Famery : el príncipe oriental
- Patrice Laffont : Jean-Luc, el joven play-boy
- Jean Droze : Lucas, un marinero del yate
- Jean Panisse : un bistrot de Saint-Tropez
- Paul Bisciglia : el consejero del príncipe
- Henri Arius : un pescador
- Franck Vilcourt : Christophe Boiselier, los hijos
- Sylvie Bréal : Jessica, una joven
- Jean Girault : el vendedor de ropa donde Cruchot va a vestir a Nicole (caméo)
- Sacha Briquet : el comerciante de ropa sobre el puerto de Saint-Tropez
- Norma Dugo
- Claudia Lebail
- Éveline Céry
- Michèle Wargnier
- Maurice Jacquin

## Producción

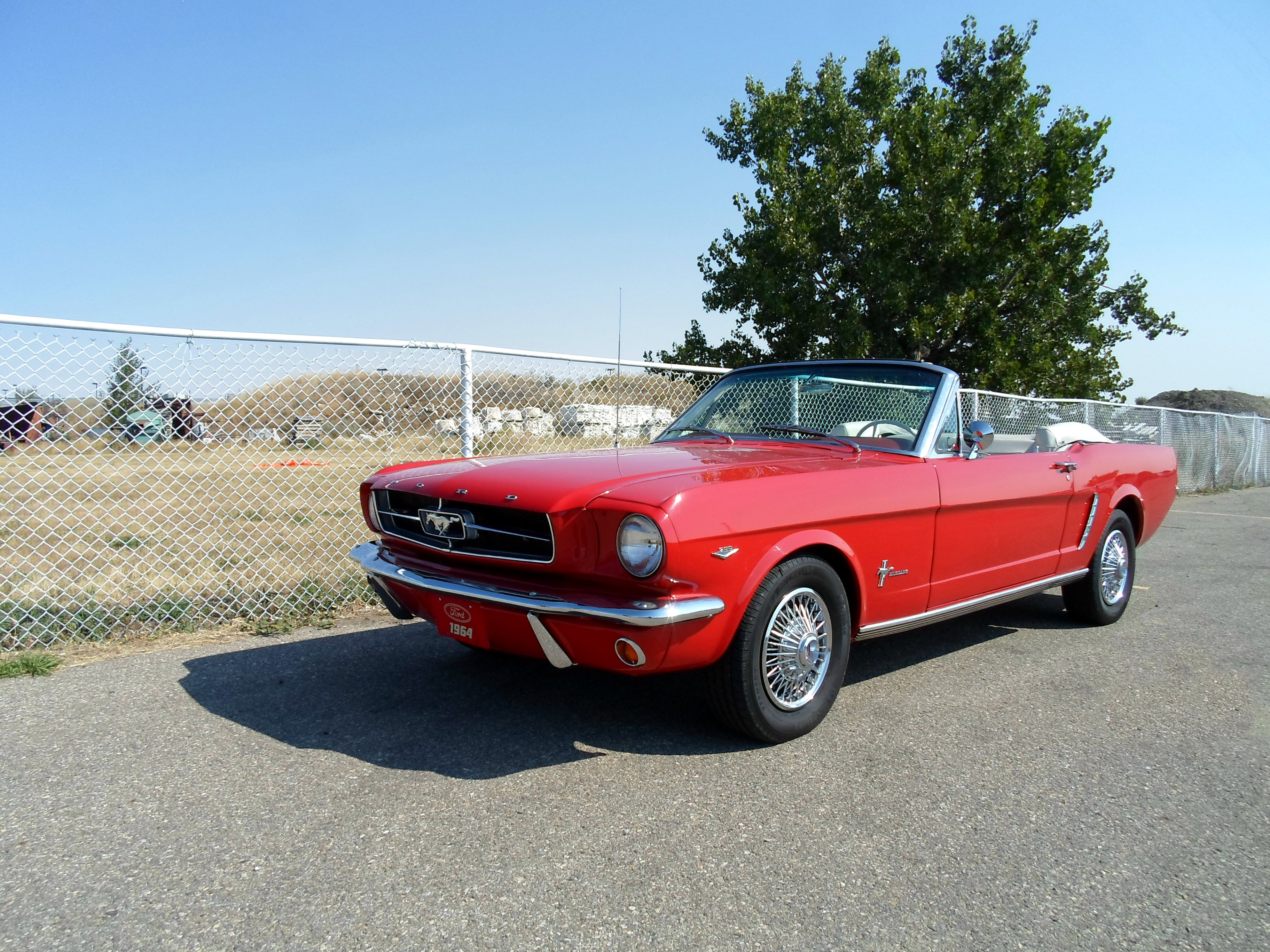
El famoso Mustang robado, un modelo entonces nuevo en aquellos tiempos, que es el origen de las peripecias en torno al Rembrandt robado.

### Elección de los actores
El sargento mayor Gerber tenía que estar interpretado por Pierre Mondy. Este último, ocupado por una obra de teatro, no realizó la película. Estuvo reemplazado por Michel Galabru.

### Rodaje
La secuencia del comienzo en negro y blanco, cuando Cruchot es mero gendarme, estuvo rodada en el municipio de Belvédère en Alpes Marítimos.
La secuencia en coche con la religiosa estuvo regulada por el doble de la época, Gil Delamare.
El rodaje se ha desarrollado en Saint-Tropez, así como en los studios Riviera en Niza.

## Posproducción

### Música
La película, rodada en junio y julio de 1964, tenía que salir en septiembre del mismo año por lo que su música debía estar grabada en agosto. A esa altura del año, sin embargo, la mayoría de los músicos y compositores estaban de vacaciones. Tras varios intentos infructuosos de comunicarse con otros músicos, Girault contactó finalmente a Paul Mauriat y a Raymond Lefèvre, que todavía no estaban de vacaciones. Paul Mauriat, cansado, había dejado que Raymond Lefèvre compusiera solo la música de la película, que, en un primer momento, había rechazado hacer. Habría aceptado luego de las súplicas de Jean Girault, y se abocó a la escritura de la música para « ne pas laisser tomber ».
La canción Douliou-douliou Saint-Tropez, cuya letra fue escrita por André Pascal, es cantada realmente por Geneviève Grad : el pianista que daba el ritmo para la canción (la música no estaba  todavía grabada) había cometido fallos de medidas durante el rodaje de la escena donde Nicole canta en el bar, por lo que Raymond Lefèvre fue obligado a hacer fallos de medidas cuando grabó la música, para que el sonido coincidiera con la imagen. Durante una entrevista, el compositor reía comentando : « Esta es la única vez de mi vida que debí hacer algo así ! »
El tema musical de la película, la famosa Andadura de los Gendarmes, es una idea de Jean Girault : éste le insistió a Raymond Lefèvre para que compusiera un tema cercano de la canción Coronel Bogey March, popular en Francia por la película El Puente del río Kwai de David Lean. Esta música (como la canción Douliou-douliou Saint-Tropez), gustó mucho al público y fue reutilizada en todas las películas de la serie, salvo El gendarme se casa : la ausencia de esta música en esta película disgustó mucho a Louis de Funès, por lo que se la utilizó en todas las películas siguientes. Raymond Lefèvre reproduce dos veces esta música: en 1970 para El Gendarme en paseo y 1982 para Le Gendarme et les Gendarmettes.

#### Lista de las pistas
- Zorro est arrivé, interpretado por Henri Salvador.
- La marche des compagnons, compuesta por Jacques Loussier (tema de la serie Thierry la Fronde)

## Recepción

### Taquilla
La película es el mayor éxito del año 1964 con 7,8 millones de espectadores en salas.

## En torno a la película

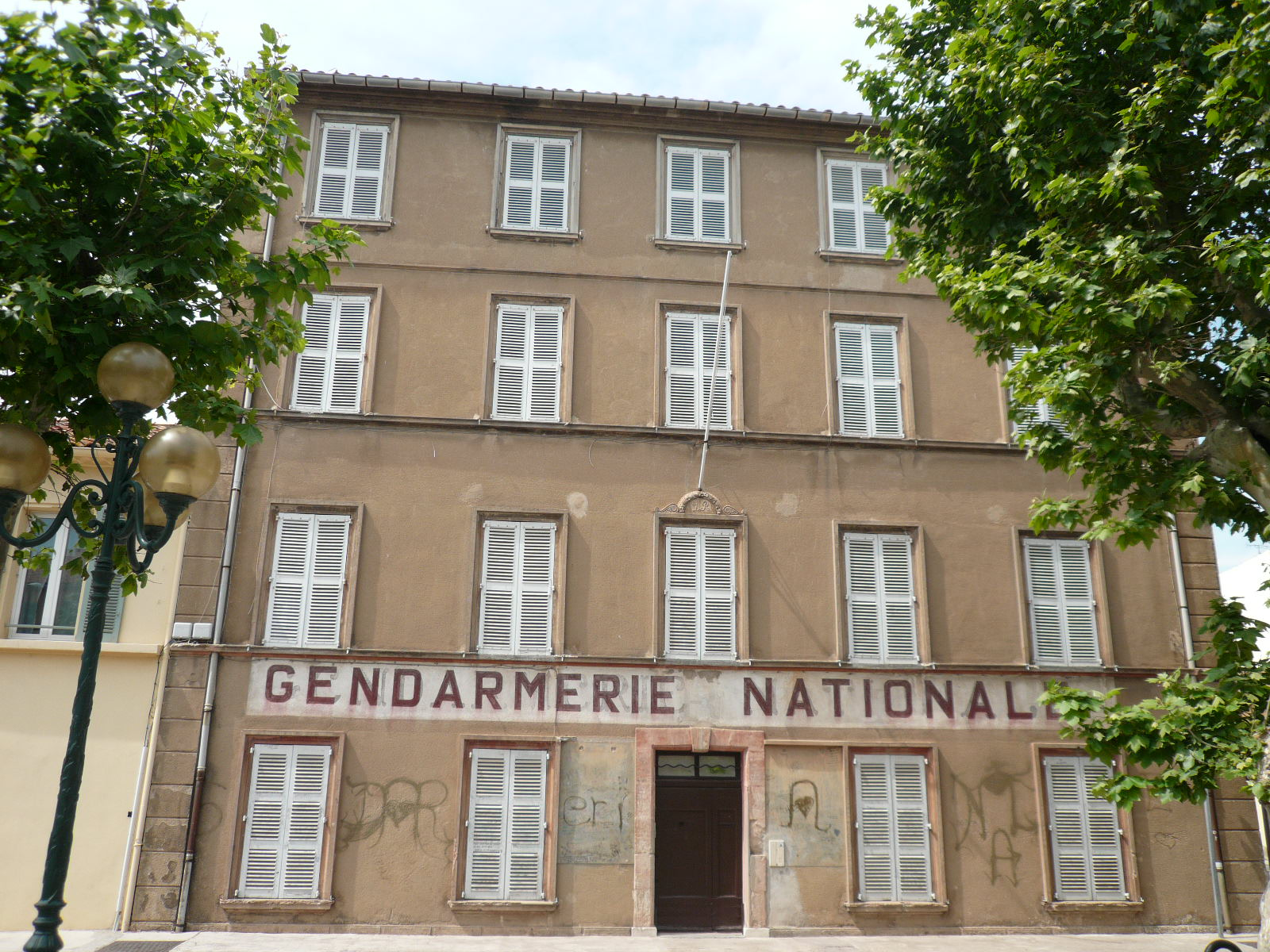
La antigua gendarmería de Saint-Tropez que ha servido de decoración a las cinco primeras películas.

- Esta película marca el comienzo de una serie de seis comedias sobre el gendarme Cruchot que han marcado la carrera de Louis de Funès y encontraron un éxito considerable en Francia a lo largo de los años 1960, 1970 y 1980. Uno de los resorts de la película donde tiene lugar la caza a las nudistas que los gendarmes organizan sobre las playas de la pequeña ciudad balnearia comenzaba a tener una reputación nacional.
- Los seis gendarmes son : Louis de Funès (6 películas), Michel Galabru (6 películas), Michel Modo (6 películas), Guy Grosso (6 películas), Jean Lefebvre (4 películas) y Christian Marin (4 películas).
- Le siguieron las películas El gendarme en Nueva York (o Un loco lindo en Nueva York[6]) en 1965, El gendarme se casa (o Las aventuras de un loco lindo[7]) en 1968, Seis gendarmes en fuga (o Un loco lindo en apuros[8]) en 1970, El gendarme y los extraterrestres en 1978, y El loco, loco mundo del gendarme en 1982.

## Premios y distinciones
- 1964 :
  - Victoire du cinéma para Louis de Funès, concedida durante la 20.º Noche del cine en el teatro Marigny.